# رؤوف رشيد عبد الرحمن
رؤوف رشيد عبد الرحمن (بالكردية: ڕەئووف ڕەشید عەبدولڕەحمان) (وُلِدَ في سنة 1941) هو قاضٍ عراقي كردي من مواليد مدينة حلبجة الكردية. اشتهر سنة 2006 عندما ترأس الهيئة الأولى في المحكمة الجنائية العراقية العليا التي حاكمت الرئيس العراقي الأسبق صدام حسين مع سبعة من معاونيه في قضية الدجيل، وحكم رؤوف في هذه القضية على صدام حسين بالإعدام شنقاً حتى الموت ونفذت السلطات العراقية الحُكم بعد 55 يوماً.

## النشأة
ولد في حلبجة سنة 1941 وتلقى بها تعليمه الابتدائي، ودرس المرحلة الإعدادية في محافظة السليمانية. التحق بكلية الحقوق بجامعة بغداد سنة 1959 واُعتقل في سنة دراسته الرابعة -أي 1963- لانتمائه للحزب الديمقراطي الكردستاني. تعرض رؤوف خلال فترة السِّجنه للتعذيب؛ مما أدى إلى إصابته بالشلل في بعض أجزاء جسمه. حُكم عليه غيابياً بالسَّجن المؤبد سنة 1965، ثم عُفي عنه سنة 1967، ثم حكم عليه بالمؤبد مرة أخرى سنة 1973 ليعفى مرة أخرى في سنة 1976.
بعد اتفاقية آذار سنة 1970 بين الحكومة العراقية في بغداد والكرد بقيادة مصطفى البارزاني، اُنتخب عضواً حتياطياً في نقابة المحامين العراقيين، ومارس المحاماة في بغداد، قبل أن ينتقل إلى مدينة السليمانية سنة 1983.
تدرج ليُنتخب سنة 1984 منتدباً لغرفة المحامين في السليمانية، وفي سنة 1991 أصبح عضواً مؤسساً في مؤتمر منظمة حقوق الإنسان في كردستان.
عُينَ سنة 1997 مستشاراً في لجنة صياغة القانون في وزارة العدل في منطقة كردستان ذات الحكم الذاتي بإدارة أربيل.
عَمل حاكماً لمحكمة البداية في أربيل، ثم في دائرة الأحوال الشخصية فيها، ثم رئيساً لمحكمة الجنايات، وأصبح بعدها نائب رئيس محكمة الاستئناف في أربيل.
أشرف رؤوف على العديد من العمليات الانتخابية التي جرت في إقليم كردستان منها: انتخابات طلاب الجامعات التي تُجرى كل سنة، وكذلك الانتخابات البلدية.
رؤوف هو أب لشاب وثلاث بنات، وقد ترجم الكثير من المصطلحات القانونية من اللغة العربية إلى اللغة الكردية.

## في المحكمة الجنائية العراقية العليا
عندما بدأت محاكمة الرئيس العراقي الأسبق صدام حسين مع سبعة من معاونيه في قضية الدجيل أمام الهيئة الأولى في المحكمة الجنائية العراقية العليا بتاريخ 19 أكتوبر سنة 2005، عينت رئاسة المحكمة قاضياً كردياً لترأس جلسات المحاكمة ألا وهو القاضي رزكار محمد أمين، لكن رزكار لم يُدر سوى الجلسات السبع الأولى. وبعدها قدم استقالته من رئاسة الهيئة بتاريخ 13 يناير سنة 2006؛ معللاً ذلك بالضغوط التي يتعرض لها من أعضاء المحكمة، وعدم حزمه أثناء الجلسات السابقة، وفسحه المجال للمتهمين بتوجيه المحكمة، وجهات سياسية. وبعدها في يوم الثلاثاء 17 يناير عينت المحكمة أحد أعضاء الهيئة الأولى لترؤسها وهو القاضي سعيد الماشي تعييناً مؤقتاً، لكن الهماشي اُستبعد سريعاً، وحتى قبل أن يدير أي جلسة؛ وذلك لكونه مشمولاً بقانون اجتثاث حزب البعث. بعد ذلك وقبل 24 ساعة من التاريخ المقرر لعقد الجلسة الثامنة لمحاكمة صدام حسين في قضية الدجيل -والتي كانت مقررة أن تعقد بتاريخ 24 يناير- عُين قاضي كردي آخر لمحاكمة صدام، ألا وهو رؤوف رشيد عبد الرحمن وذلك بتاريخ يوم 23 يناير. بعدها أكمل رؤوف النظر بقضية الدجيل، اعتباراً من الجلسة الثامنة، الذي أعلن تأجيلها لخمسة أيام (بسبب تخلف الشهود بالحضور لكن محامي صدام القطري نجيب النعيمي ذكر أن السبب الحقيقي هو استياء القاضي من تفتيشه من قبل الأمريكان) لتُعقد في يوم 29 يناير. وقد شهدت الجلسات التي ترأسها القاضي رؤوف توترات ومشادات كلامية وملاسنة مع المتهمين، وخصوصاً صدام وأخيه برزان في أغلب الجلسات وذلك بسبب صرامة القاضي رؤوف في التعامل مع المتهمين ومحاميهم، خلافاً لسلفه رزكار الذي التزم الحياد المفرط، وكان متساهلاً جداً مع المتهمين، لدرجة أنه كان يخاطب كل واحد منهم بكلمة: «سيد»؛ مما أصاب معارضي صدام من الشعب العراقي بخيبة أمل كبيرة، إلا أن صرامة القاضي رؤوف أكسبته احتراماً لدى معارضي صدام، ولكن في المقابل أكسبته سخط كبير من مؤيدي صدام الذين كانوا يتهمون رؤوف بالعمالة لأمريكا وبالتحامل على المتهمين.
وأنهت هيئة المحكمة برئاسة القاضي رؤوف النظر في قضية الدجيل بتاريخ 27 يوليو 2006، بعد عقد الجلسة رقم 40، ثم
حددت الهيئة يوم 16 أكتوبر للسنة نفسها موعداً للنطق بحكم في هذه القضية، لكن النطق بالأحكام تأجلت؛ لاستكمال التدقيقات.
ونطق رؤوف بالأحكام في قضية الدجيل على صدام ومعاونيه السبعة بتاريخ يوم الأحد 5 نوفمبر وكانت كالآتي:
- الحكم ببراءة المتهم محمد عزاوي علي.
- الحكم بالسجن مدة 15 سنة على ثلاثة متهمين هم: عبد الله كاظم رويد وعلي دايح علي ومزهر عبد الله رويد.
- الحكم بسجن طه ياسين رمضان مدى الحياة.
- الحكم بالإعدام شنقاً حتى الموت على صدام حسين، ومتهمَين آخرين هما: برزان إبراهيم الحسن الأخ غير الشقيق لصدام، وعواد البندر رئيس محكمة الثورة المنحلة.[19]

وبتاريخ يوم 26 ديسمبر صادقت الهيئة التميزية في المحكمة الجنائية على جميع هذه الأحكام، ما عدى حكم سجن طه ياسين مدى الحياة، وطالبت بتشديده إلى الإعدام. ثم صادق رئيس الوزراء العراقي نوري المالكي على أحكام الإعدام الصادرة بحق المتهمين الثلاثة بتاريخ يوم 29 ديسمبر، وبعدها بيوم واحد -أي بعد 55 يوم من صدور الحكم على صدام- أُعْدِمَ صدام حسين شنقاً حتى الموت يوم 30 ديسمبر سنة 2006، أما برزان وعواد فقد أُعْدِمَا يوم 15 يناير سنة 2007. وبالنسبة لباقي المتهمين
- المتهم المبرئ محمد عزاوي أُطلقَ سراحه يوم 8 فبراير سنة 2007.[24]
- أما طه ياسين رمضان فبتاريخ 12 فبراير 2006، عُقدت جلسة؛ لإعادة النطق بالحكم عليه من قبل الهيئة الأولى، ولكن هذه المرة، لم يترأس رؤوف الهيئة، -كان في إجازة إلى المملكة المتحدة[22]- ومن ترأس الجلسة عوضاً عنه هو القاضي علي الكاهجي وحكم فيها الأخير بالإعدام على طه ياسين بتاريخ 12 فبراير ونفدت السلطات الحكم بتاريخ يوم 20 مارس سنة 2007.[25]

واستأنف رؤوف مهامه في المحكمة سنة 2008، حيث نظرت الهيئة تحت رئاسته بقضية إعدام التجار، والتي نطق بالأحكام فيها في سنة 2009. وفي السنة الأخيرة نفسها نظر رؤوف في ثلاثة قضايا أخرى هي قضايا: تسفير الكرد الفيليين، وتصفية عشيرة البارزانيين واغتيال طالب السهيل ثم ترك رؤوف المحكمة وعُين وزيراً للعدل في حكومة إقليم كردستان في أواخر السنة.

### القضايا التي نظر فيها
القاضي رؤوف تَرَأَس الهيئة الأولى في المحكمة الجنائية العراقية العليا مدة ثلاث سنوات، من 23 يناير سنة 2006 إلى 10 نوفمبر سنة 2009، نظر خلال هذه الفترة في خمسة قضايا هي:
- قضية الدجيل: اعتباراً من الجلسة الثامنة بتاريخ 29 يناير[13] إلى جلسة النطق بالحكم -الجلسة رقم 41- بتاريخ 5 نوفمبر للسنة نفسها.[19]
- قضية إعدام التجار: وهي القضية الوحيدة التي ترأسها بشكل كامل من بدايتها إلى نهايتها، وذلك في الفترة من 29 أبريل سنة 2008[31] إلى 11 مارس سنة 2009.[32]
- قضية قتل وتسفير وإسقاط الجنسية عن الكرد الفيليين.[27]
- قضية تصفية عشيرة البرزانيين.[28]
- قضية اغتيال الشيخ طالب السهيل: وهذه القضايا الثلاثة الأخيرة أدارها فقط من بداية الجلسات وكالآتي: قضية الكرد الفيليين بتاريخ 26 يناير، وقضية تصفية عشيرة البرزانيين بتاريخ 2 مارس وقضية طالب السهيل بتاريخ 4 أكتوبر.[29] والقضايا الثلاث كلها عقدت على فترات متقطعة في سنة 2009، وهي السنة التي ترك فيها رؤوف المحكمة نهائياً، واعتزل مهنة القضاء بتاريخ 10 نوفمبر. وبعدها أصبح وزيراً للعدل في إقليم كردستان، وبعد استقالته تولى استكمال النظر في هذه القضايا أحد مساعديه من أعضاء الهيئة ألا وهو القاضي محمد عبد الصاحب ياسين.[33]

## في حكومة إقليم كردستان
بعد أن ترك رؤوف المحكمة الجنائية في 10 نوفمبر 2009، عُينَ وزيراً للعدل في الكابينة السادسة لحكومة إقليم كردستان، ضمن الحقائب المخصصة للحزب الديمقراطي الكردستاني بزعامة رئيس الإقليم آنذاك مسعود برزاني. وشغل رؤوف المنصب إلى 5 أبريل سنة 2012. بعدها شُكلت الكابينة السابعة لحكومة إقليم كردستان، وخلفه في منصبه شيروان الحيدري.

## شائعات وفاته
ظهرت عدة شائعات تزعم وفاة القاضي رؤوف، ومن هذه الشائعات:
- بعد سقوط الموصل سنة 2014 بأيدي تنظيم داعش، ظهرت شائعة تزعم أن التنظيم ألقى القبض على رؤوف متنكراً بزي راقصة بتاريخ 16 يونيو 2014، وأعدموه شنقاً بعد يومين انتقاماً لصدام حسين.[34] إلا أن مقرباً من القاضي رؤوف نفى هذه الخبر وقال إنه: حي ومتقاعد، ويسكن في الحي الأمريكي في محافظة أربيل.[1]
- ظهرت سنة 2015 شائعة في موقع التواصل الاجتماعي الفيسبوك تدعي أنه توفي بمرض سرطان الرئة.[35]
- كما ظهرت شائعة يومي 4[36] و5 يوليو سنة 2019، انتشرت في موقع التواصل الاجتماعي الفيسبوك، تفيد بوفاته في أحد مستشفيات محافظة السليمانية بعد صراع مع المرض.[37] لكن رنج -ابن القاضي رؤوف- نفى هذه الخبر وقال إن: والده يتمتع بصحة جيدة.[38]